# 逆光 (Adoの曲)
「逆光」（ぎゃっこう）は、日本の歌手・Adoの楽曲。作詞・作曲はVaundy。2022年7月6日に配信限定シングルとしてVirgin Musicからリリースされた。

## 概要
本作は、『ONE PIECE FILM RED』の劇中歌となっており、本作のために、Vaundyが書き下ろした楽曲となっている。
主題歌と劇中歌の7曲を7組のアーティストが楽曲提供を行うというプロジェクトの第三弾楽曲で、ウタの歌唱パートを担当することになったAdoの名義でリリースされ、ミュージックビデオもAdoのYouTubeチャンネルにて公開された。
2023年11月15日にリリースされたVaundyの2ndアルバム『replica』には本楽曲のセルフカバーである「逆光 - replica -」が収録された。

## 参加ミュージシャン
- Vocal : Ado
- Guitar : TAIKING[9]
- Bass : 上ちゃん（マキシマム ザ ホルモン） [10]
- Drums : BOBO

## カバー
- Afterglow［美竹蘭（佐倉綾音）］ - 2024年5月6日にゲーム『バンドリ! ガールズバンドパーティ!』に追加収録。